# Melbourne Shuffle
Melbourne Shuffle é uma linguagem de dança de rua originada em meados de 1980 na cena Rave e Underground de Melbourne, Austrália, e inspirada na cena rave inglesa. Mundialmente conhecida e respeitada, é uma das danças eletrônicas mais ricas em cultura, simplicidade e complexidade nos passos.

## História

### 1985~2004 - Origem e desenvolvimento
A dança começou a ser praticada nas festas rave e em clubes da cidade de Melbourne, em 1989, na era do Acid House e das primeiras Raves de Melbourne. Nessa época, a dança ainda não tinha um nome definitivo, mas era chamada de Rocking ou Stomping, e aos dançarinos, foram dadas as denominações Rocker ou Stomper. Já os turistas e moradores de outras cidades australianas começaram a chamar de Shuffling (pode significar misturar, ser evasivo ou pôr em confusão em inglês. Não há um significado dado como correto). Em relação ao nome Melbourne Shuffle, ninguém sabe sua origem exata. Muitos afirmam que esta denominação foi criada em 1998 pelo DJ e Shuffler Rupert Keiller em um programa da TV australiana chamado Rage, na qual foi entrevistado e, como muitos turistas e moradores de outras cidades australianas que visitavam Melbourne chamavam a dança de Melbourne Shuffle, Rupert citou o nome neste programa. Alguns anos depois, a dança estava em um dos principais jornais australianos, The Age. Mesmo com a divulgação em escala nacional, a dança ainda permaneceu relativamente desconhecida à população da cidade. Existem contradições de que a origem do nome da dança existia desde a década de 20.
Em certas datas, ruas de Melbourne eram bloqueadas e Raves no meio da cidade aconteciam. As Street Raves foram um dos principais fatores para moradores e turistas conhecerem e aprenderem a dança que ainda estava desconhecida.
Com a divulgação que teve - mesmo extremamente Underground na época - não demorou muito para a dança começar a ser praticada em Kuala Lumpur, capital da Malásia, por meio de estudantes malaios que foram estudar em Melbourne, viram a dança nas Raves, aprenderam e levaram-na à Malásia. Por conta disso, tanto a dança, como o estilo de músicas e cultura rave específica de Melbourne começaram a emergir em Kuala Lumpur. Não há registros oficiais de quando isso ocorreu, mas especula-se que foi entre 2000 e 2003.

### 2005~Hoje - Popularização, fama e acontecimentos importantes
A partir de 2005, a dança começou a tomar proporções fora da Austrália e Kuala Lumpur com o documentário Melbourne Shuffler, produzido pela produtora Underground Epidemic Productions (UEP), na qual explica a criação da dança, passos, como surgiu, etc. Para muitos, o pai do Melbourne Shuffle, e considerado a maior influencia para sua criação, Leeroy Thornhill, ex-dançarino do grupo The Prodigy e fã do estilo de dança dentro das raves inglesas, teve presença neste documentário, comentando sobre a criação da dança, suas influencias, as músicas envolvidas na cultura e seu papel inspiracional para muitos dos primeiros Shufflers.
Já entre 2005~2006, começaram a ser postados os primeiros vídeos de Melbourne Shuffle no YouTube, tornando a dança famosa globalmente. O primeiro vídeo de Melbourne Shuffle a ser postado no YouTube foi em 25 de setembro de 2005, e o primeiro vídeo tutorial de como dançar foi postado em 2006.

A comunidade Shuffler malaia estava em seu auge entre 2005 até 2008. Raves, competições entre Shufflers, eventos destinados a Shufflers e apresentações em emissoras de televisão malaias estavam em alta neste período.
De 2006 a 2008 foi o período de popularização mundial da dança, ocasionado por jovens australianos e malaios que, em sua maioria, pela sua idade, não poderiam frequentar as raves e clubes de suas cidades, e ocasionado pelo documentário e Shufflers que dançavam ao ar livre, descobriram a dança, aprenderam, formaram suas Crews (grupos), filmavam e postavam no YouTube. Alguns dos Shufflers desta época são conhecidos, amados e tornaram-se símbolos da dança, por seus estilos que influenciaram muitos. Posteriormente, com a disseminação da dança ao redor do mundo, o fenômeno de Crews online compostas por Shufflers de inúmeros países começou a surgir.

Em 2007, o site WeDanceHard passou a comercializar DVDs com vídeos e tutoriais de como dançar.
No Brasil, a dança começou a ser difundida por volta de 2007~2008, e ganhou impulso com a moda da dança Rebolation, na qual os dançarinos da mesma acrescentavam passos de Melbourne Shuffle aos seus respectivos estilos. Os primeiros Meet Ups brasileiros foram realizados em São Paulo em 2008.
A dança começou a ganhar seu espaço global a partir de 2005. Desde então, a fama aumentou drasticamente. A maioria dos Oldschools detesta a popularização da dança, por parte do YouTube ou da mídia, porquê as massas apenas veem a dança, mas não a cultura e filosofia incorporada na mesma.

#### 2007
- Explosão mundial da dança, decorrente de vídeos postados no YouTube neste período;
- Auge das competições entre Crews da Malásia;
- Criação do fórum melbshuffle.com, em julho de 2007, importante site de agendamento de Meet Ups e discussão da dança;
- Até 2011, o vídeo Melbourne Shuffle Compilation 3 era o vídeo de Melbourne Shuffle mais conhecido do YouTube, com mais de 30 milhões de visualizações, mostrando alguns dos Shufflers mais famosos da época;
- Proibição da prática da dança em um clube de Sydney.

#### 2008
- O grupo holandês Melbourne Shufflers lança a música e o clipe altamente criticado The Shuffle;
- A filial malaia da empresa de Fastfood KFC fez um comercial de um dos seus produtos usando Melbourne Shufflers. A mesma empresa tinha feito uma competição envolvendo Shufflers no mesmo ano.

#### 2009
- O grupo alemão de música eletrônica Scooter lança seu clipe J'adore Hardcore. Dois dos mais famosos Shufflers do mundo, Missaghi Pae Peyman & Sarah Miatt aparecerem dançando em locais de Melbourne;
- A Crew Hardstyle Republic se apresentou na Akademi Fantasia, um famoso programa da televisão malaia;
- Um clipe não-oficial de Do Not Follow The Leaders, dos produtores Trance Generators foi gravado por um grupo de Stompers australianos.

#### 2010
- Scooter lança o clipe de Stuck on Replay, na qual dois Shufflers alemães aparecem;
- O grupo sul-coreano 2PM foi o primeiro a usar Melbourne Shuffle dentre os grupos de K-pop, começando a popularização da dança no oriente;
- O grupo The Black Eyed Peas começou a usar o Melbourne Shuffle na coreografia de sua música The Time;
- No mesmo ano, passou uma matéria na TV australiana falando sobre a dança, na qual mostrava um torneio chamado So you think you can Shuffle?, feito pela Australian Shuffle;.

#### 2011
- A dupla norte-americana LMFAO lança o clipe de Party Rock Anthem, onde vários Shufflers aparecem. Este clipe desbancou as visualizações de Melbourne Shuffle Compilation 3. A partir deste clipe, a dança tornou-se Mainstream;
- Criação e desenvolvimento do estilo Cali;
- Aproveitando a fama de Party Rock Anthem, a Kia Motors usou a música e a coreografia do clipe em um comercial;
- No jogo League of Legends, quando o comando /dance é usado no personagem Viktor, ele executa a coreografia de Pae & Sarah. Já no Guild Wars 2, o mesmo comando, quando usado em personagens humanos, faz com que o mesmo execute a coreografia de Party Rock Anthem. A opção de dançar Melbourne Shuffle também se encontra no Second Life;
- Seguindo a iniciativa do 2PM, os grupos T-ara e Girl's Day usaram passos de Melbourne Shuffle nas coreografias de Lovey Dovey e Oh My God (2012);
- O grupo Cansei de Ser Sexy, no clipe de Hits Me Like A Rock, possui trechos de Shufflers espanhóis dançando, além de mostrar partes de um tutorial.

#### 2012
- O grupo de Hands Up Crystal Lake lança Handzup Motherfuckers, onde três Shufflers aparecem;
- Para promover um de seus produtos, a Samsung utilizou de uma Shuffler para mostrar algumas das funções do produto em questão.

2014
- O Duo holandês Showtek e o produtor Ookay lançam o clipe de Bouncer, na qual três Shufflers aparecem.

2015
- O DJ e produtor Zatox utilizou inúmeros vídeos de Melbourne Shuffle, Jumpstyle e outras danças eletrônicas em um clipe para um de seus Remixes.

## Filosofia e Comportamento
Melbourne Shuffle é uma dança que possui muita riqueza de comportamento, e dentro de sua cultura existem duas filosofias:
- P.L.U.R. (Peace, Love, Unity and Respect)[5]: Filosofia criada nos Estados Unidos na década de 90 e vinda de influencias Hippies. É uma filosofia interpretativa, e que cada um de seus seguidores têm uma forma única de aplicá-la em suas vidas e nas Raves;
- Dance to express, not to impress: Filosofia autoexplicativa e extremamente mal interpretada, que é muito usada pelos atuais Shufflers. Na verdade, não se sabe se esta frase partiu de um Shuffler, mas sempre foi usada pelos mesmos e se encaixa perfeitamente ao contexto da dança.

Quem praticava a dança no começo, os chamados Oldschools, repudiava a competição, a falta de respeito e de originalidade, e qualquer tipo de conflito que pudesse ocorrer por conta da dança e de sua rica diversidade de praticantes. Este pensamento foi se perdendo no tempo e atualmente poucos são aqueles que adotam os ideais dos mesmos. Com a popularização da dança entre os jovens, a filosofia foi quase extinta, e assim, foram criados os Shufflers Teeny Boppers (termo usado para Shufflers que apenas querem atenção e são o oposto do que a dança prega), Posers ou Try Hards (termo usado para caracterizar Shufflers novatos que tentam fazer mais do que conseguem).
Um dos elementos que caracteriza a união da dança está nas Crews - grupo de amigos unidos por um mesmo ideal. Desde sua origem, as Crews sempre fizeram parte da cultura e, a partir de sua popularização, seus números aumentaram, principalmente com a criação de Crews online - grupos de Shuffle que utilizam a internet.
Outra marca do Melbourne Shuffle é a individualidade. Cada Shuffler é livre para executar a dança da maneira que lhe é mais conveniente e geralmente, apesar da maioria dos Shufflers aprenderem novos passos observando outros Shufflers, cada um possui seu estilo único de dançar. É como se, ao invés de apenas copiar, a pessoa absorve o conhecimento, incorpora e aperfeiçoa, criando um ciclo que traz benefícios à dança e ao Shuffler, devido a frequente reciclagem e melhoria dos passos.

## Passos

T-Shuffle (ou também chamado de T-Step), passo principal do Melbourne Shuffle.

Como as demais danças eletrônicas, o Melbourne Shuffle começou pela aleatoriedade, euforia e descomprometimento das pessoas que frequentavam as raves. Com o passar do tempo, a aleatoriedade foi dando lugar a um sistemático conjunto de movimentos baseados em um compasso 4/4 - compasso mais utilizado em estilos de música eletrônica - desenhado para seguir a música. A partir de um padrão estabelecido pelo compasso da música, a dança foi se desenvolvendo.
Existe uma grande contradição acerca de qual dança deu origem ao Melbourne Shuffle. Muitos afirmam que nenhuma dança teve influência, outros afirmam que foi o sapateado ou Charleston.

Inicialmente, o passo que originou a dança e, por conta disso, é o principal, chama-se T-Shuffle, um passo originado com base no Sapateado que consiste em girar os pés. A dança também possui o Running man (RM), criado na década de 1980, com base no Jazz Moderno e popularizado por praticantes de Street Dance, muito famoso por ter sido usado em clipes de artistas como MC Hammer, Vanilla Ice e Technotronic. Com o tempo, o Running Man ganhou mais importância dentro da dança por caracterizar melhor o estilo de um Shuffler, dar base à evolução dos outros passos, além de dar mais estabilidade que somente o T-Shuffle e causar um impacto visual maior aos espectadores, mas não se transformou no passo principal. Vale ressaltar que se alguém utiliza somente o Running Man, a pessoa não está dançando Melbourne Shuffle, e também que pode se dançar sem utilizar este passo.
O movimento de girar o pé no T-Shuffle é chamado de Twist, e o de saltar ou dar um pulinho no RM é chamado de Hop. O Twist e o Hop dão origem a maioria das variações de passos no Melbourne Shuffle.
Os braços (Handmoves) compõem maior parte do estilo de um Shuffler. Mesmo muitos não os utilizando e considerando-os inúteis, ele é uma das peças fundamentais de um estilo e que caracteriza com mais ênfase sua originalidade.
A dança também incorpora elementos e variações de Street Dance, tais como Popping, Hat Tricks (Movimentos usando Boné), Moonwalk, etc. Esta diversidade de danças nas origens do Melbourne Shuffle deve-se ao público que frequentava as Raves da época, que era muito diversificado culturalmente.

### Estilos
Quando a dança foi criada, não havia uma rotulação para cada pessoa que dançava diferente, pois cada um tinha sua forma única de dançar. Hoje em dia, quem dança semelhante aos primeiros Shufflers ganha a denominação do seu estilo como Oldschool, um estilo utilizando muito T-Shuffle, pouquíssimo Running Man, apresentando muita fluidez e leveza nos passos e plasticidade nos Handmoves. Muitos consideram isso uma forma incorreta de denominação, porém é frequentemente usada na Internet.
Com o tempo e, principalmente com a popularização da dança na Austrália e na Malásia (fora das Raves e indo pra Internet), os jovens foram alterando-a, e assim, nasceram dois estilos diferentes de Shuffle (variações, mas não deixando de ser Melbourne Shuffle): AUS & MAS, siglas sinalizando o local de origem de cada estilo. Lembrando que o Melbourne Shuffle não se prende a estes estilos, denominações e padrões. Cada um pode dançar sem seguir estas regras e padrões. As denominações acabaram criando comparações e críticas entre si, algumas vezes se autoafirmando "uma dança diferente dentro do Melbourne Shuffle":
- AUS (Australian Shuffle/Australian Style)/Pure AUS/Newschool/2007 Generation/Hardstyle Shuffle: Estilo mais preso às raízes da dança e o mais famoso dentro do YouTube. Foi desenvolvido em 2007 pelos jovens Shufflers de Melbourne daquela época. Utiliza-se muitos Kicks (Chutes), Slides/Glides (Ilusões de locomoção pelo solo), Spins (Giros), Handmoves energéticos e dando prioridade à velocidade das batidas das músicas e à locomoção pelo solo. O uso de Phat Pants e moletons canguru por seus praticantes é variado. Os mais famosos Shufflers de todos os tempos são desta geração e estilo, tais como Mikki (1ª fase), Sacco, Rocky, Francis, dentre outros;
- MAS (Malaysian Shuffle/Malaysian Style): Estilo mais lento e preciso, desenvolvido pelos Shufflers malaios de 2006 a 2008. Utiliza-se mais pulos, Running Man modificado (uso de impulso e força ao invés de movimento mecânico nos Hops, primeiro Hop do RM em forma de curva e, em certos casos, o uso de apenas um Hop), uso de T-Shuffle quase inexistente, mais Stomps (Pisões), Handmoves mais bruscos e dando prioridade a Combos (combinações de passos e variações). Speedodevo, Achik, O-Chibi, Jo e Psycho são alguns dos ícones deste estilo.

AUS e MAS são como padrões, pois em cada um desses países, a maioria dos jovens tinham as mesmas características em seus respectivos estilos. Com o passar do tempo, quando novos Shufflers e novos desdobramentos de dançar iam surgindo, começava a surgir novos estilos (uma forma de diversificar e rotular os estilos):
- Stomp/Rocking/Hardstyling/Clubbing: Estilo criado entre 2006~2007 na Austrália, caracterizado por possuir um Running Man curvo entre si, muito T-Shuffle, Kicks, Slides/Glides, Hat Tricks, Handmoves muito simples e constante uso de roupas de Stakistas. A velocidade varia para cada Shuffler. Pae & Sarah (em seu vídeo Duo), Hiltzy, Brenton e Mikki (2ª fase) são constantes inspirações aos adeptos deste estilo;
- RUS (Russian Shuffle/Russian Style): Estilo criado por Shufflers russos entre 2008~2009. Caracteriza-se por ser um estilo muito rápido, priorizando os Combos e mesclando elementos de AUS e MAS. Muitos não o consideram como um estilo diferenciado, e muitas vezes, consideram algo totalmente fora dos padrões da dança, por possuir muitos pulos, acrobacias e elementos pouco usados. T1M é o ícone e inspiração máxima do estilo, além de ter ensinado seu estilo para demais Shufflers russos;
- Cali/Cali MAS/Cali Bounce/Californian Style' : Estilo criado na Califórnia, muito criticado pelos demais Shufflers ao redor do mundo por ignorar a filosofia e os princípios da dança e denegrir a imagem da mesma. Muitos consideram uma dança nova e derivada do Melbourne Shuffle, por possuir uma cultura única e diferenciada dos demais estilos. O uso de Running Man de um Hop (dado como incorreto) e acréscimo de muitos passos de Jerkin' e influencias de MAS são suas principais características. A Crew Star67 é uma das referências mais fortes do estilo.

## Phat Pants

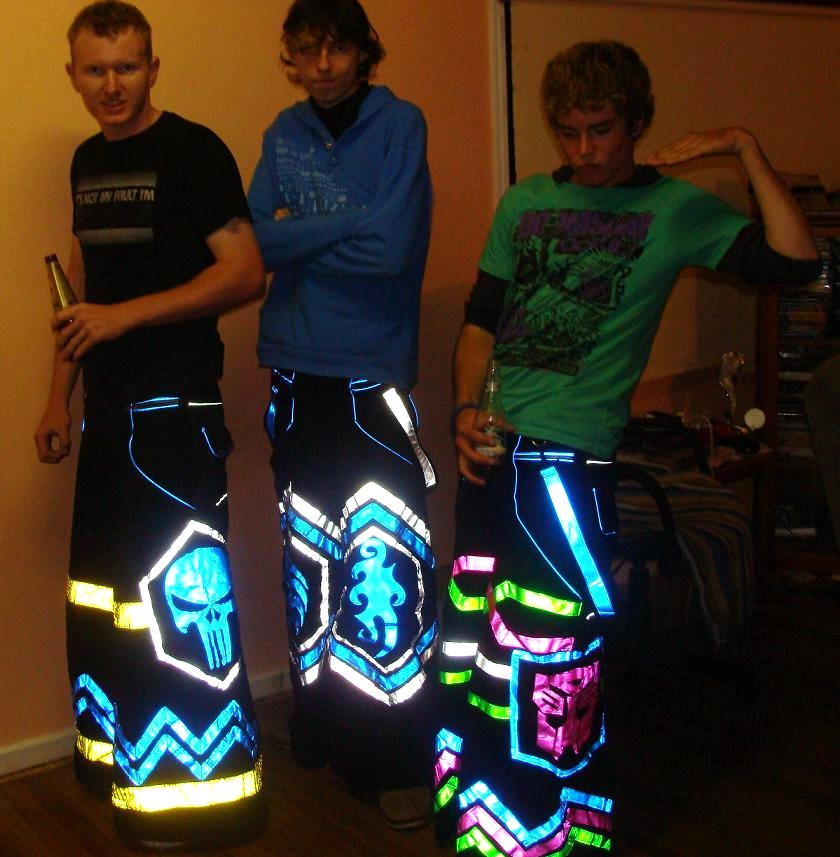
Shufflers usando suas Phat Pants.

Dentro da cultura Shuffler encontram-se muitos elementos únicos. Um deles são as Phat pants ou Phatties.
Na decada de 80 e 90, calças pantalonas e macacões com suspensórios eram moda. Por conta disso, as Phat Pants possuem bocas largas e suspensórios caídos. Sabe-se que devido ao clima de Melbourne (~15ºC no inverno e ~40ºC no verão), o design de calças estilo pantalona que as Phat Pants possuem era, ao mesmo tempo, agradável, chamativo e confortável ao Shuffler, mesmo com as piores condições de temperatura.
A gíria Phat - muitas vezes confundida com Fat (gordo) - possui diversos significados e contextos, comumente utilizado para elogiar algo ou alguém.
Elas, teoricamente, não ajudam um Shuffler a melhorar o seu estilo, mas dão uma noção maior de locomoção no solo (dependendo do tamanho da boca da calça e do estilo da pessoa), escondem certos erros em alguns passos e, se possuírem fitas refletivas, brilham quando há luz.
Os materiais refletivos (PVC refletivo) são usados para refletirem as luzes e lasers das Raves, dando assim, maior ilusão e psicodelia à dança e às calças. Quando uma Phat não possui refletivos ela é chamada de Plain Phat. Os primeiros Shufflers costuravam refletivos em suas calças.
As primeiras lojas a venderem Phat Pants começaram a aparecer nos anos 2000.
Na cultura Raver, somente os Melbourne Shufflers e Brisbane Stompers detém o poder de usá-las. Vale ressaltar que não precisa obrigatoriamente usá-las para dançar Melbourne Shuffle.

## Música
Como cultura Rave, Melbourne Shuffle é diretamente ligada à Música Eletrônica. Os primeiros Shufflers dançavam com músicas mais cruas e rápidas, tais como Acid House, Techno e Hard Trance.
Ao contrário do que muitos pensam, qualquer gênero estilo de música que tenha um compasso marcado pode ser dançado. Entretanto, como muitos Shufflers atuais veem no YouTube vídeos onde somente Hardstyle e Hard Trance são a trilha sonora, eles creem que possa se dançar apenas com esses estilos, porém isso é um equívoco. As velocidades adequadas (em Batidas por minuto) para poder dançar variam entre 60 BPM até 180 BPM.
Algumas boates se destacam dentro da cena, tais como a Pure Hard Dance (PHD), na Austrália, famosa por ser ponto de encontro de Shufflers e amantes dos estilos Hardstyle e Hard Trance em Melbourne. Elas ganharam fama mundial por conta de seus produtos, principalmente casacos, que são usados nos vídeos dos Shufflers.